# Rives-du-Fougerais
Rives-du-Fougerais est une commune nouvelle française située dans le département de la Vendée, en région Pays de la Loire. Créée le 1er janvier 2024, elle est issue de la fusion des communes de Cezais, Saint-Sulpice-en-Pareds et Thouarsais-Bouildroux. Son chef-lieu est Thouarsais-Bouildroux.

## Géographie

### Localisation
La commune nouvelle de Rives-du-Fougerais se trouve à l'est du département de la Vendée, dans le Bocage vendéen et la petite région agricole du Bas bocage vendéen. À vol d'oiseau, elle se situe à 43,7 km de La Roche-sur-Yon, préfecture du département, à 17,1 km de Fontenay-le-Comte, sous-préfecture, et à 10,8 km de la Châtaigneraie, chef-lieu du canton éponyme dont dépend la commune depuis sa création. Rives-du-Fougerais fait en outre partie du bassin de vie de La Châtaigneraie.
Les communes les plus proches sont : La Caillère-Saint-Hilaire (2,4 km), Bazoges-en-Pareds (4,5 km), Saint-Maurice-le-Girard (5,4 km), Saint-Cyr-des-Gats (5,7 km), Saint-Laurent-de-la-Salle (6,7 km), Antigny (7,6 km), Bourneau (8,3 km) et Vouvant (8,4 km).
| Bazoges-en-Pareds         | Saint-Maurice-le-Girard | Antigny          |
| La Caillère-Saint-Hilaire | Rives-du-Fougerais      |                  |
| Saint-Laurent-de-la-Salle | Saint-Cyr-des-Gats      | Vouvant Bourneau |

### Géologie et relief
La superficie de la commune est de 42,93 km2. L'altitude du territoire communal varie de 51 mètres à 128 mètres.

### Hydrographie
- Le Petit-Fougerais (13,1 km), affluent de la Mère, qui traverse les trois communes déléguées.

### Climat
Pour des articles plus généraux, voir Climat des Pays de la Loire et Climat de la Vendée.
En 2010, le climat de la commune est de type climat océanique altéré, selon une étude du CNRS s'appuyant sur une série de données couvrant la période 1971-2000. En 2020, Météo-France publie une typologie des climats de la France métropolitaine dans laquelle la commune est exposée à un climat océanique et est dans la région climatique Bretagne orientale et méridionale, Pays nantais, Vendée, caractérisée par une faible pluviométrie en été et une bonne insolation.
Pour la période 1971-2000, la température annuelle moyenne est de 11,9 °C, avec une amplitude thermique annuelle de 14,3 °C. Le cumul annuel moyen de précipitations est de 766 mm, avec 12,8 jours de précipitations en janvier et 6,8 jours en juillet. Pour la période 1991-2020, la température moyenne annuelle observée sur la station météorologique de Météo-France la plus proche, « Sainte Gemme la Plaine_sapc », sur la commune de Sainte-Gemme-la-Plaine à 23 km à vol d'oiseau, est de 13,0 °C et le cumul annuel moyen de précipitations est de 809,1 mm,. Pour l'avenir, les paramètres climatiques de la commune estimés pour 2050 selon différents scénarios d'émission de gaz à effet de serre sont consultables sur un site dédié publié par Météo-France en novembre 2022.

## Urbanisme

### Typologie
Au 1er janvier 2024, Rives-du-Fougerais est catégorisée commune rurale à habitat dispersé, selon la nouvelle grille communale de densité à sept niveaux définie par l'Insee en 2022.
Elle est située hors unité urbaine et hors attraction des villes,.

## Toponymie
Rives-du-Fougerais tire son nom de la rivière du Petit-Fougerais qui prend sa source à Saint-Sulpice-en-Pareds et traverse les trois communes déléguées.

## Histoire
Le 1er janvier 2024, Cezais, Saint-Sulpice-en-Pareds et Thouarsais-Bouildroux fusionnent pour créer la commune nouvelle de Rives-du-Fougerais. Les trois anciennes communes deviennent communes déléguées. Le chef-lieu est fixé à la mairie de l'ancienne commune de Thouarsais-Bouildroux.

## Politique et administration

### Rattachements administratifs et électoraux

#### Circonscriptions de rattachement
Rives-du-Fougerais et ses communes déléguées appartiennent à l'arrondissement de Fontenay-le-Comte et au canton de la Châtaigneraie.
Pour l'élection des députés, la commune nouvelle fait partie de la cinquième circonscription de la Vendée, représentée depuis juin 2017 par Pierre Henriet (HOR).

#### Intercommunalité
La commune de Rives-du-Fougerais est membre de la communauté de communes du Pays de la Châtaigneraie, un établissement public de coopération intercommunale (EPCI) à fiscalité propre créé le 28 décembre 2000 dont le siège est à Terval.
Elle fait aussi partie du syndicat mixte d'étude du pays Sud-Vendée, structure d'aménagement du territoire créée en novembre 2000 et dont le siège est à Fontenay-le-Comte.

### Communes déléguées
| Nom                           | Code Insee | Intercommunalité               | Superficie (km2) | Population (dernière pop. légale) | Densité (hab./km2) |
| ----------------------------- | ---------- | ------------------------------ | ---------------- | --------------------------------- | ------------------ |
| Thouarsais-Bouildroux (siège) | 85292      | CC du Pays-de-la-Châtaigneraie | 17,37            | 775 (2021)                        | 45                 |
| Cezais                        | 85041      | CC du Pays-de-la-Châtaigneraie | 12,22            | 297 (2021)                        | 24                 |
| Saint-Sulpice-en-Pareds       | 85271      | CC du Pays-de-la-Châtaigneraie | 13,33            | 435 (2021)                        | 33                 |

### Tendances politiques et résultats
| Année                  | 1er tour | 1er tour                                                                                              | 1er tour                                                                                              | 1er tour                                                                                              | 1er tour                                                                                              | 1er tour                                                                                              | 1er tour                                                                                              | 1er tour                                                                                              | 1er tour                                                                                              | 1er tour                                                                                              | 1er tour                                                                                              | 1er tour                                                                                              | 1er tour                                                                                              | 2d tour                                                                                               | 2d tour                                                                                               | 2d tour                                                                                               | 2d tour                                                                                               | 2d tour                                                                                               | 2d tour                                                                                               | 2d tour                                                                                               | 2d tour                                                                                               | 2d tour                                                                                               | 2d tour                                                                                               | 2d tour                                                                                               | 2d tour                                                                                               | 2d tour                                                                                               | |
| Année                  | 1er      | 1er                                                                                                   | 1er                                                                                                   | % | 2e | 2e | % | 3e | 3e | % | 4e | 4e | % | 1er                                                                                                   | 1er                                                                                                   | % | 2e | 2e | % | 3e | 3e | % | 4e | 4e | % | | |
| ---------------------- | -------- | --- | --- | --- | --- | --- | --- | --- | --- | --- | --- | --- | --- | --- | --- | --- | --- | --- | --- | --- | --- | --- | --- | --- | --- | --- | --- |
|                        |          | | | | | | | | | | | | | | | | | | | | | | | | | | |
| Élections législatives |          | | | | | | | | | | | | | | | | | | | | | | | | | | |
| 2024                   | 2024     | | EPR                                                                                                   | 39,70                                                                                                 | | RN | 36,43                                                                                                 | | NFP                                                                                                   | 16,10                                                                                                 | | LR | 4,77                                                                                                  | | EPR                                                                                                   | 59,24                                                                                                 | | RN | 40,76                                                                                                 | pas de 3e et de 4e                                                                                    | pas de 3e et de 4e                                                                                    | pas de 3e et de 4e                                                                                    | pas de 3e et de 4e                                                                                    | pas de 3e et de 4e                                                                                    | pas de 3e et de 4e                                                                                    | | |
| 2024                   | 2024     | 1er tour : 68,97 % de participation – 2d tour : 68,79 % de participation                              | | | | | | | | | | | | | | | | | | | | | | | | | |
|                        |          | | | | | | | | | | | | | | | | | | | | | | | | | | |
| Élections européennes  |          | | | | | | | | | | | | | | | | | | | | | | | | | | |
| 2024                   | 2024     | | RN | 35,48                                                                                                 | | RE | 14,81                                                                                                 | | PS | 10,14                                                                                                 | | LR | 10,14                                                                                                 | tour unique                                                                                           | tour unique                                                                                           | tour unique                                                                                           | tour unique                                                                                           | tour unique                                                                                           | tour unique                                                                                           | tour unique                                                                                           | tour unique                                                                                           | tour unique                                                                                           | tour unique                                                                                           | tour unique                                                                                           | tour unique                                                                                           | tour unique                                                                                           | |
| 2024                   | 2024     | 1er et unique tour : 48,73 % de participation                                                         | | | | | | | | | | | | | | | | | | | | | | | | | |
|                        |          | | | | | | | | | | | | | | | | | | | | | | | | | | |
| Élections municipales  |          | | | | | | | | | | | | | | | | | | | | | | | | | | |
| 2024                   | 2024     | Élection municipale partielle organisée les 9 et 16 juin 2024 après le décès du maire Claude Clerjaud | Élection municipale partielle organisée les 9 et 16 juin 2024 après le décès du maire Claude Clerjaud | Élection municipale partielle organisée les 9 et 16 juin 2024 après le décès du maire Claude Clerjaud | Élection municipale partielle organisée les 9 et 16 juin 2024 après le décès du maire Claude Clerjaud | Élection municipale partielle organisée les 9 et 16 juin 2024 après le décès du maire Claude Clerjaud | Élection municipale partielle organisée les 9 et 16 juin 2024 après le décès du maire Claude Clerjaud | Élection municipale partielle organisée les 9 et 16 juin 2024 après le décès du maire Claude Clerjaud | Élection municipale partielle organisée les 9 et 16 juin 2024 après le décès du maire Claude Clerjaud | Élection municipale partielle organisée les 9 et 16 juin 2024 après le décès du maire Claude Clerjaud | Élection municipale partielle organisée les 9 et 16 juin 2024 après le décès du maire Claude Clerjaud | Élection municipale partielle organisée les 9 et 16 juin 2024 après le décès du maire Claude Clerjaud | Élection municipale partielle organisée les 9 et 16 juin 2024 après le décès du maire Claude Clerjaud | Élection municipale partielle organisée les 9 et 16 juin 2024 après le décès du maire Claude Clerjaud | Élection municipale partielle organisée les 9 et 16 juin 2024 après le décès du maire Claude Clerjaud | Élection municipale partielle organisée les 9 et 16 juin 2024 après le décès du maire Claude Clerjaud | Élection municipale partielle organisée les 9 et 16 juin 2024 après le décès du maire Claude Clerjaud | Élection municipale partielle organisée les 9 et 16 juin 2024 après le décès du maire Claude Clerjaud | Élection municipale partielle organisée les 9 et 16 juin 2024 après le décès du maire Claude Clerjaud | Élection municipale partielle organisée les 9 et 16 juin 2024 après le décès du maire Claude Clerjaud | Élection municipale partielle organisée les 9 et 16 juin 2024 après le décès du maire Claude Clerjaud | Élection municipale partielle organisée les 9 et 16 juin 2024 après le décès du maire Claude Clerjaud | Élection municipale partielle organisée les 9 et 16 juin 2024 après le décès du maire Claude Clerjaud | Élection municipale partielle organisée les 9 et 16 juin 2024 après le décès du maire Claude Clerjaud | Élection municipale partielle organisée les 9 et 16 juin 2024 après le décès du maire Claude Clerjaud | Élection municipale partielle organisée les 9 et 16 juin 2024 après le décès du maire Claude Clerjaud | Élection municipale partielle organisée les 9 et 16 juin 2024 après le décès du maire Claude Clerjaud |

### Liste des maires
| Période        | Période      | Identité        | Étiquette | Qualité |
| -------------- | ------------ | --------------- | --------- | --- |
| 5 janvier 2024 | 24 mars 2024 | Claude Clerjaud | SE        | Retraité agricole Maire de Thouarsais-Bouildroux (2014 → 2023) Décédé en fonction                              |
| 5 février 2025 | En cours     | Sophie Berger   |           | Employée administrative Première adjointe au maire (2024 → 2025) Maire par intérim de mars 2024 à février 2025 |

Jusqu'en 2026, date des prochaines élections municipales, la commune nouvelle est administrée par un conseil municipal composé de l'ensemble des membres des conseils municipaux des trois anciennes communes, soit 37 membres.

### Finances communales
La commune de Rives-du-Fougerais est enregistrée au répertoire des entreprises sous le code SIREN 200 102 572. Son activité est enregistrée sous le code APE 84.11Z, correspondant aux administrations publiques générales.

## Démographie
L'évolution du nombre d'habitants est connue à travers les recensements de la population effectués dans la commune depuis sa création.

En 2022, la commune comptait 1 504 habitants., en augmentation de 1,07 % par rapport à 2016 (Vendée : + 3,3 %, France hors Mayotte : +1,21 %). La densité est de 35 hab./km2.
| 2020  | 2021  | 2022  |
| ----- | ----- | ----- |
| 1 509 | 1 507 | 1 504 |

## Culture locale et patrimoine

### Lieux et monuments

#### Cezais
- Château de la Cressonnière.
- Église Saint-Hilaire, inscrite au titre des monuments historiques depuis 1989.

#### Saint-Sulpice-en-Pareds
- Église Saint-Sulpice, édifiée aux XIVe et XVe siècles, détruite en partie à la Révolution, puis restaurée au XIXe siècle.
- Château de la Mothe, construit aux XVe et XVIe siècles.

#### Thouarsais-Bouildroux
- Église Notre-Dame de Thouarsais, anciennement chapelle du château fort, construite au XIVe siècle et entièrement rénovée à la fin du XIXe siècle.
- Église Saint-Martin du Bouildroux construite au XIIIe siècle, dévastée par les guerres de Religion. Après avoir été abandonnée, elle fut vendue et transformée en grange. À l'intérieur quelques vestiges sont encore visibles.

Une stèle des résistants datant de 1945 est visible route de La Caillère, près de l'ancienne ligne de chemin de fer et de l'ancienne gare de La Caillère.

### Personnalités liées à la commune

#### Saint-Sulpice-en-Pareds
- Christophe Claveau, dit le « Capitaine Puyviault », seigneur de ce lieu, célèbre chef huguenot au temps des guerres de Religion, compagnon d'armes d'Henri de Navarre, Soubise et Coligny ; il fut l'une des premières victimes du massacre de la Saint-Barthélémy à Paris, le 24 aout 1572.
- Alphonse de Châteaubriant, écrivain qui passa sa jeunesse au château de la Mothe, au début du XXe siècle, auteur de romans La Brière et Monsieur des Lourdines.
- Henri Gault, journaliste gastronomique et créateur du célèbre guide Gault et Millau, propriétaire du château de la Motte (en 1973), où il est décédé le 9 juillet 2000.